# Гемікриптофіт
Гемікриптофіт — така рослина, у якої на час несприятливих умов (посуха, низька температура тощо) бруньки відновлення перебувають близько до поверхні землі й захищені, до прикладу, рослинною підстилкою чи/та снігом, а надземні частини рослини висихають; гемікриптофітами є, наприклад, кульбаба, жовтець повзучий, первоцвіт, дягель лікарський, щавель кучерявий, подорожник ланцетолистий, стокротки багаторічні, тамус звичайний, бузина трав'яна, суниці лісові та інші.
Етимологія: дав.-гр. ἥμι- — «напів-», κρυπτός — «прихований», φυτόν — «рослина».
Розрізняють такі напівкриптофіти:
- розеткові гемікриптофіти (наприклад, злаки);
  - повзучі гемікриптофіти утворюють на поверхні кореневі пагони (столони) і таким способом поширюються далі;
- стрижневі гемікриптофіти розвивають вертикальний корінь, на стеблі якого рослина оновлюється після зими;
- в'юнкі гемікриптофіти.

Такі рослини можуть формувати луки як угруповання гемікриптофітів (це стосується рослин з родин Poaceae та Cyperaceae). Однак більшість багаторічних трав'янистих рослин, що мешкають у помірному кліматі, є геофітами.
Окрім багаторічних, бувають також дворічні гемікриптофіти. Протягом першого року насіння проростає, і рослина розвивається, щоб зацвісти та дати плоди на другий рік.

## Галерея

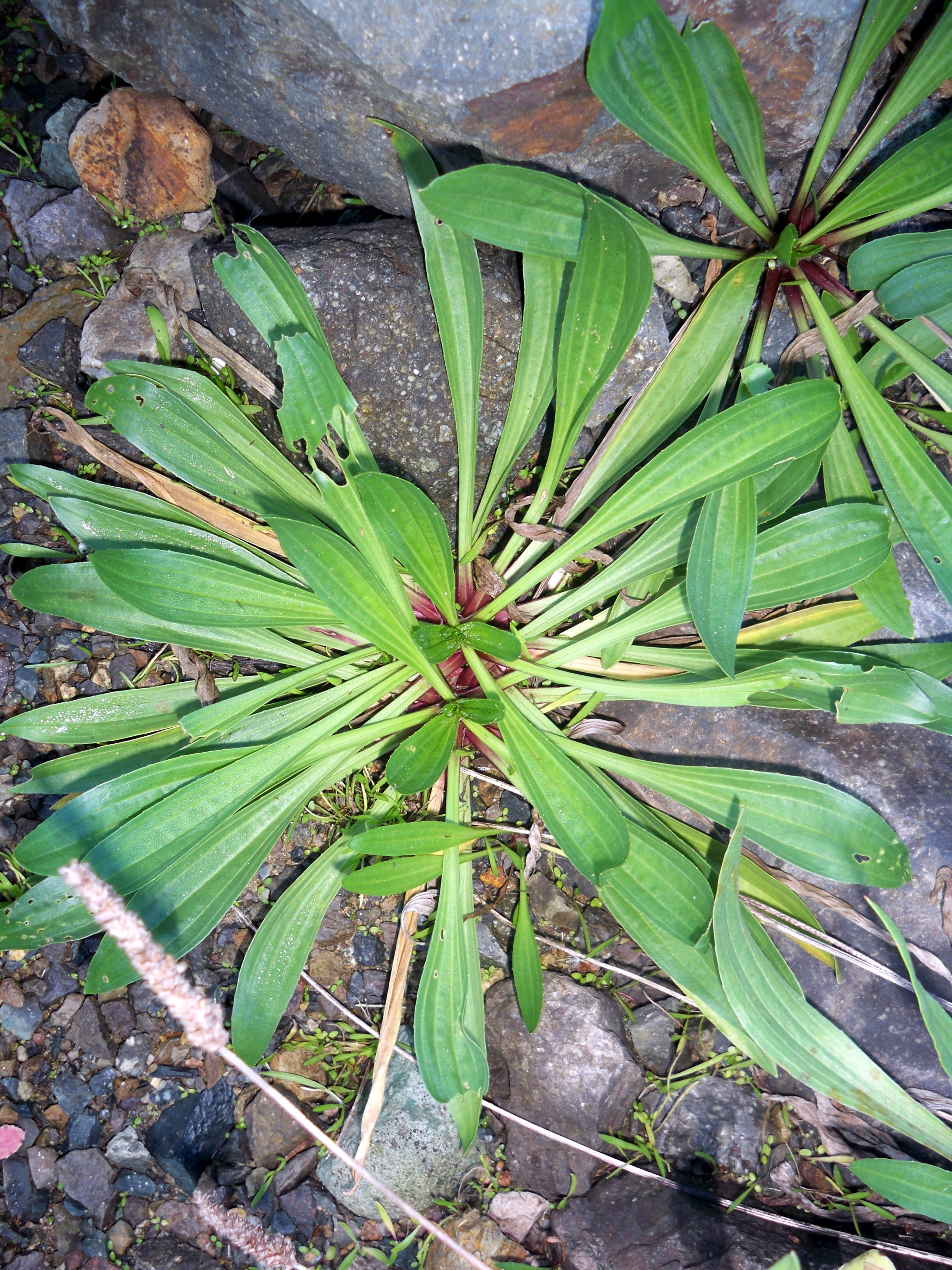
Подорожник ланцетолистий — розетковий гемікриптофіт
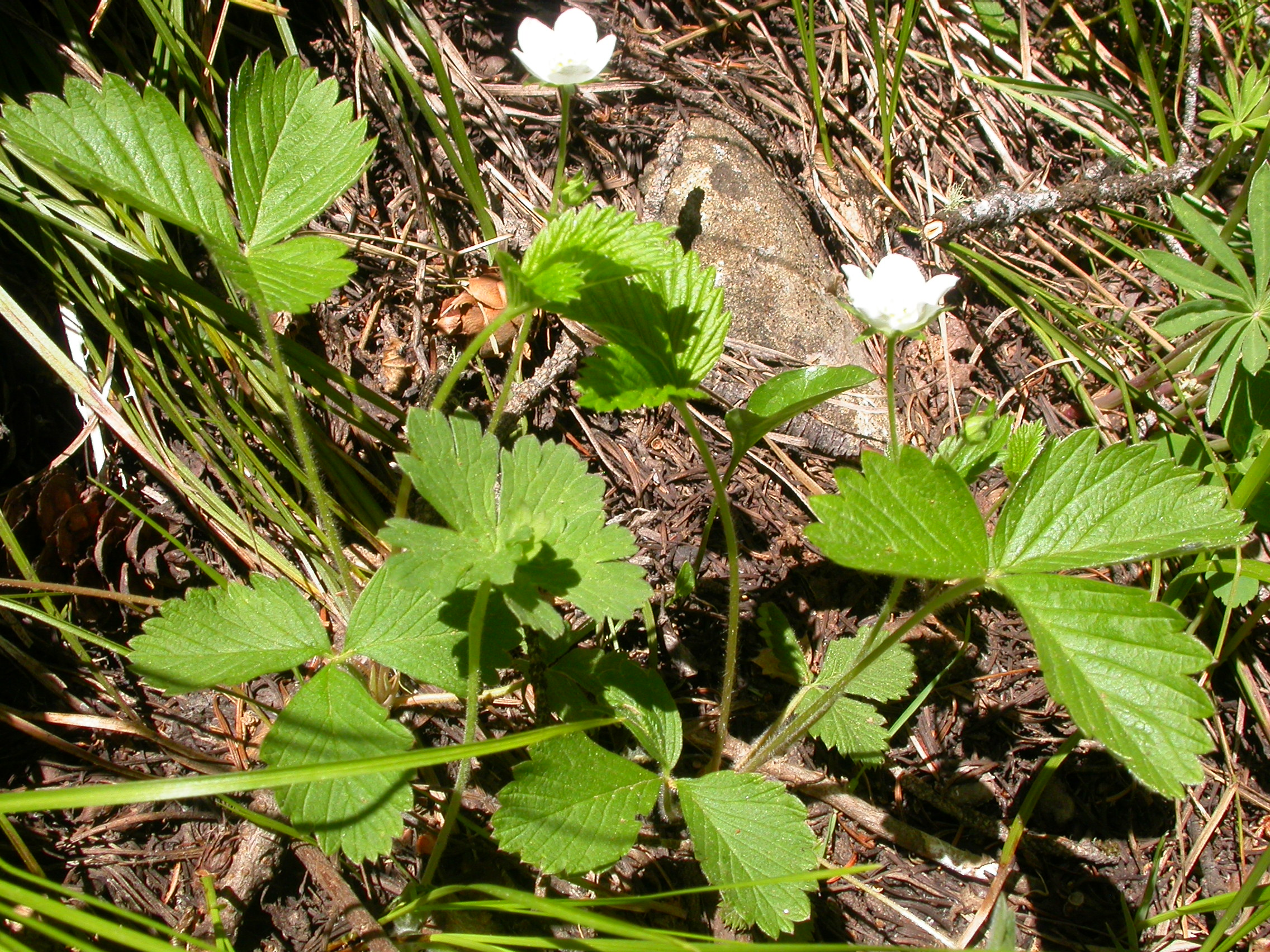
Суниці лісові — повзучий гемікриптофіт
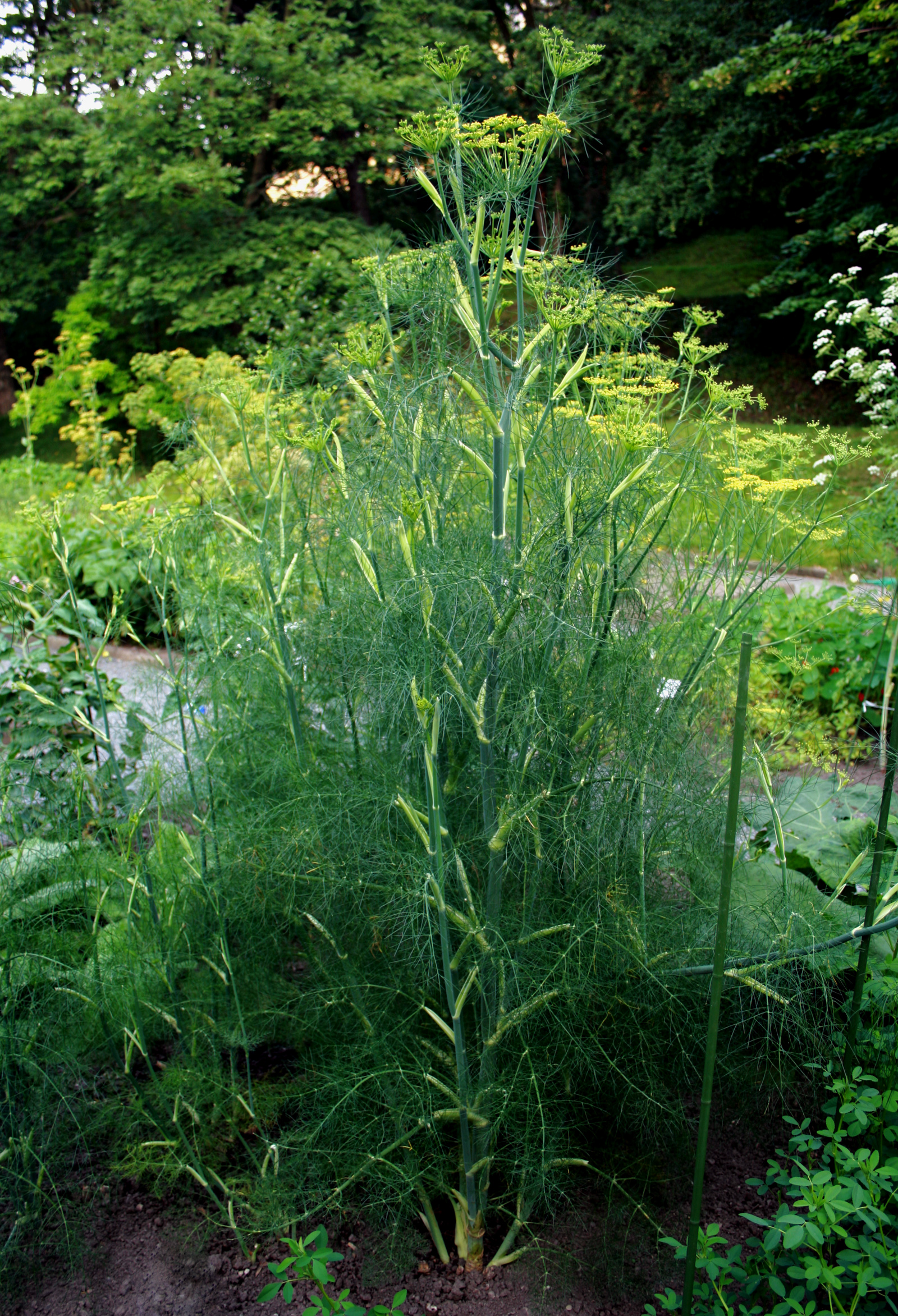
Фенхель звичайний — стрижневий гемікриптофіт
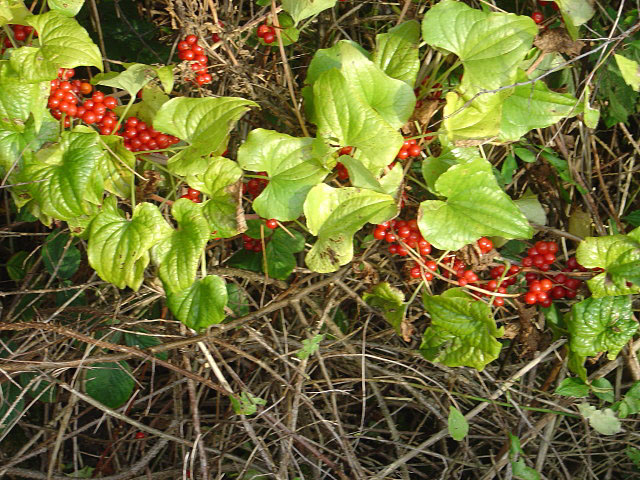
Тамус звичайний — в'юнкий гемікриптофіт